# Ведмедиця Геба
Ведмедиця Геба, також ведмедиця ряба (Arctia festiva) — вид метеликів родини ведмедиць. Названий на честь Геби з давньогрецької міфології — доньки Зевса та Гери, богині юності, небесної дружини Геракла.

## Зовнішній вигляд
Передні крила чорні, з широкими, білими з іржаво-червоними краями поперечними перев'язками, які йдуть від переднього до внутрішнього краю. Обидві найближчі до зовнішнього краю поперечні перев'язки зв'язані посередині. Задні крила світло-червоного кольору з чорною бахромою; біля зовнішнього краю дві великі чорні, з тонкими світлими краями, плями. Посередині перев'язка такого ж кольору. Розмах крил 45-57 мм.
Голова та груди чорні з червоною каймою. Черевце такого ж кольору, як і задні крила. Всередині спини, на боках і в кінці — чорне. Вусики чорні.

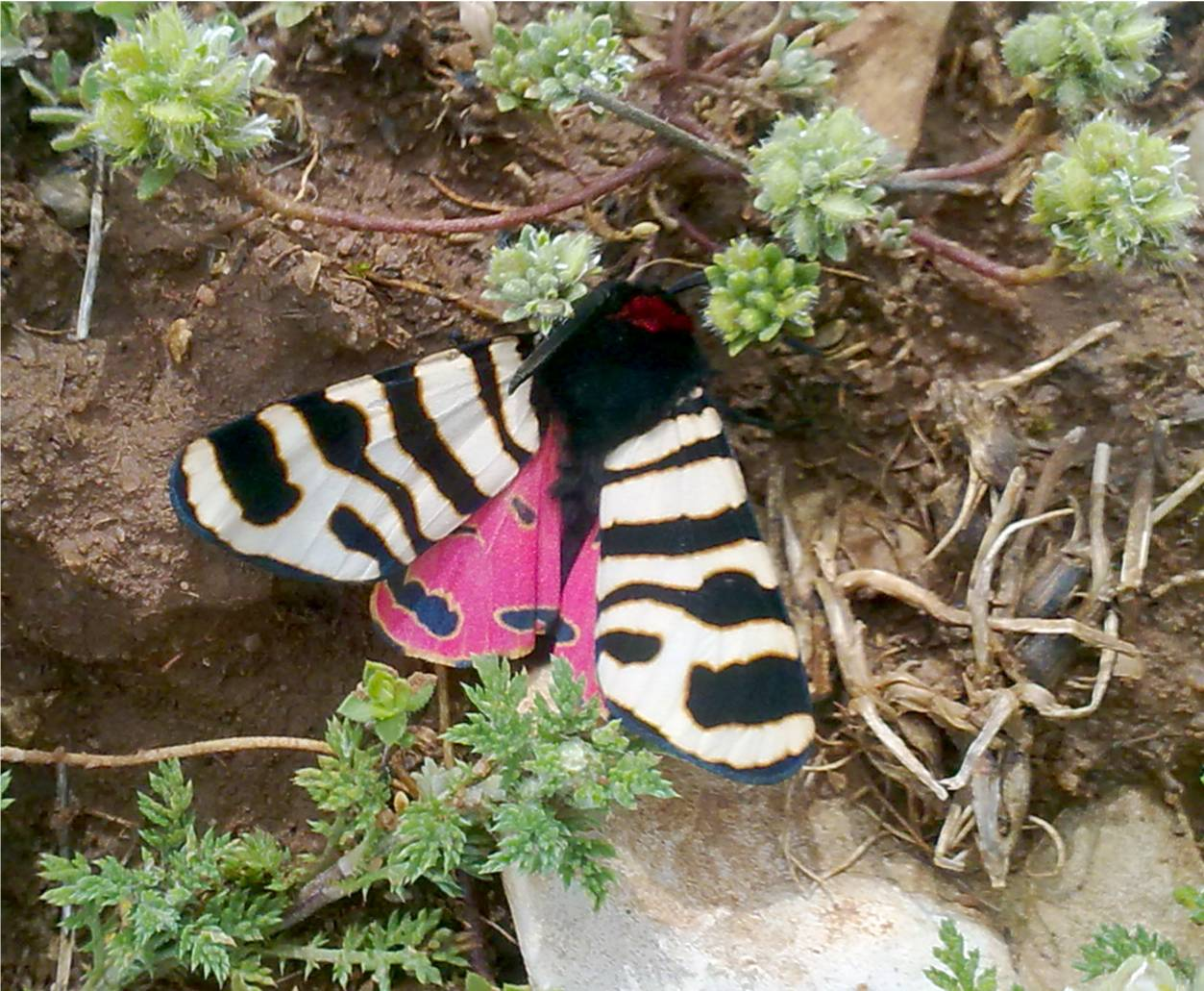
Самиця метелика
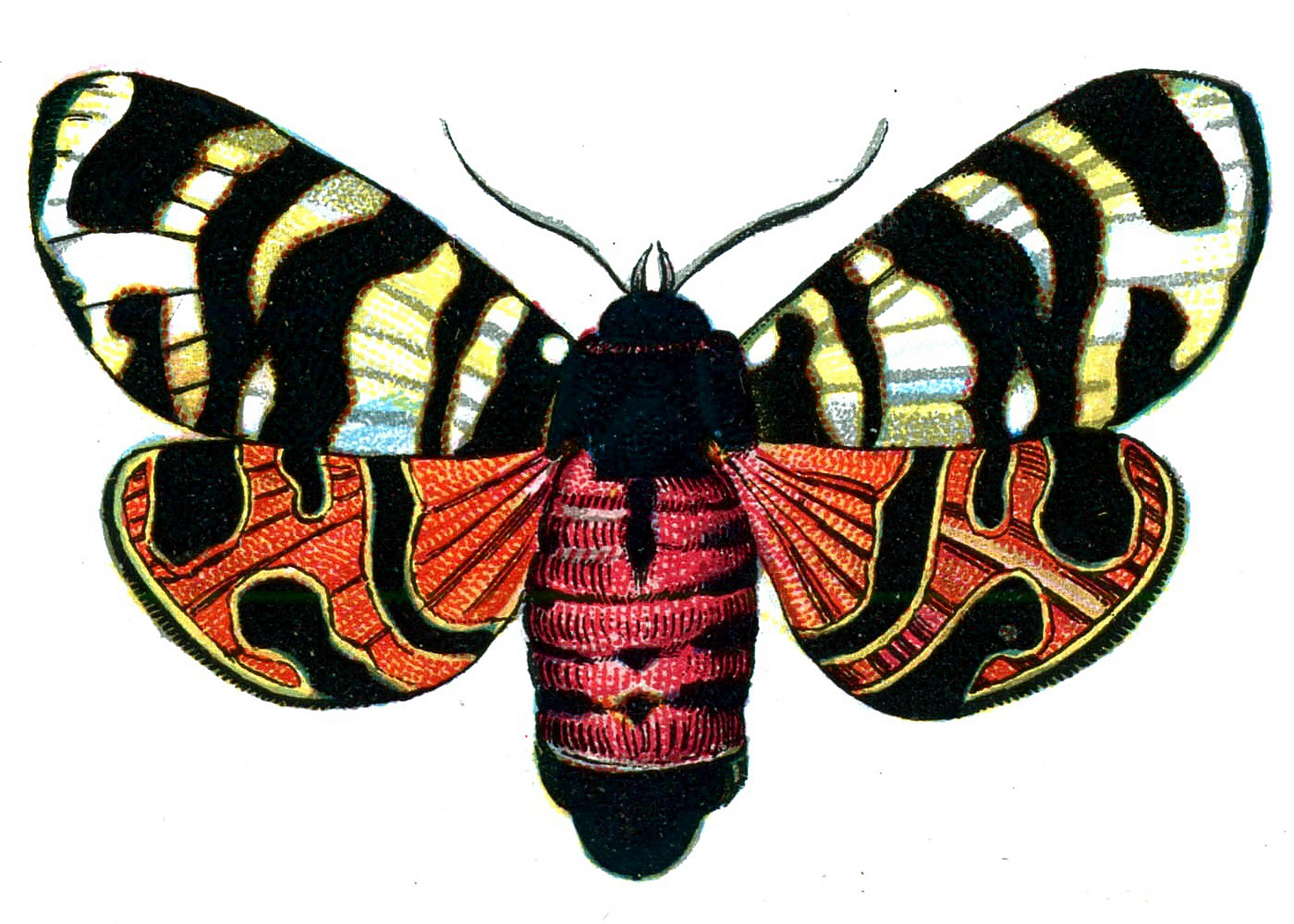
Ведмедиця Геба (малюнок)

## Ареал та деталі розповсюдження
Ведмедицю Гебу можна зустріти літаючою з травня по липень в Середній та Південній Європі, Південному Сибіру, Кавказі в Малій та Середній Азії.
На території України — в Криму, крім гірських лісів.

## Гусінь та лялечка
Гусінь чорного кольору. На тілі має довгі сіро-чорні, на боках іржаво-червоні, волоски. Голова чорна. Живе з осені до травня, зимує. Лялечка темна, чорно-бура, знаходиться в біло-сірому коконі, перемішаному з волосками.
Кормові рослини: деревій, молочай, кульбаба, зірочник, лутига та інші..

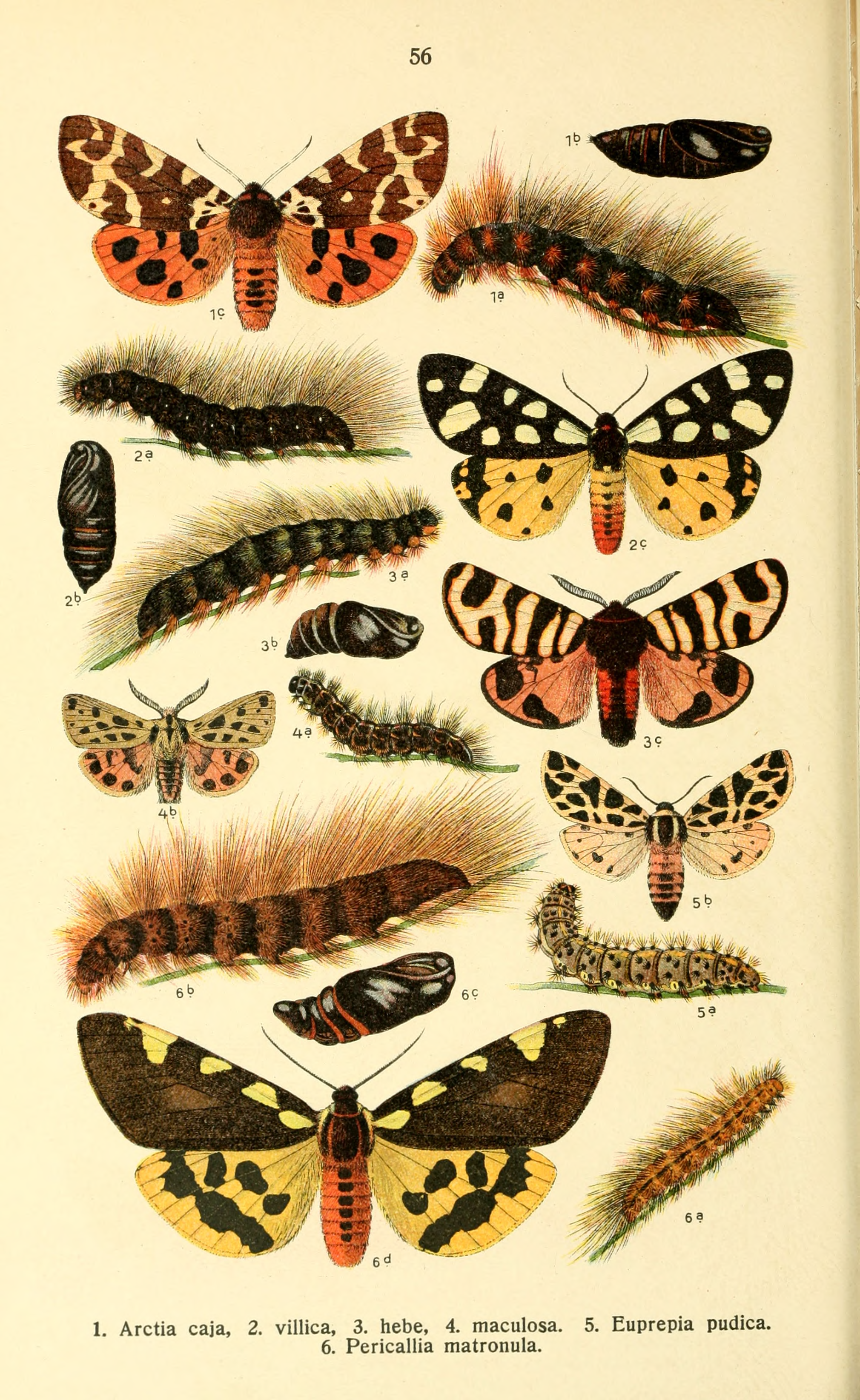
На малюнку під №3 метелик, гусінь та лялечка ведмедиці Геби.
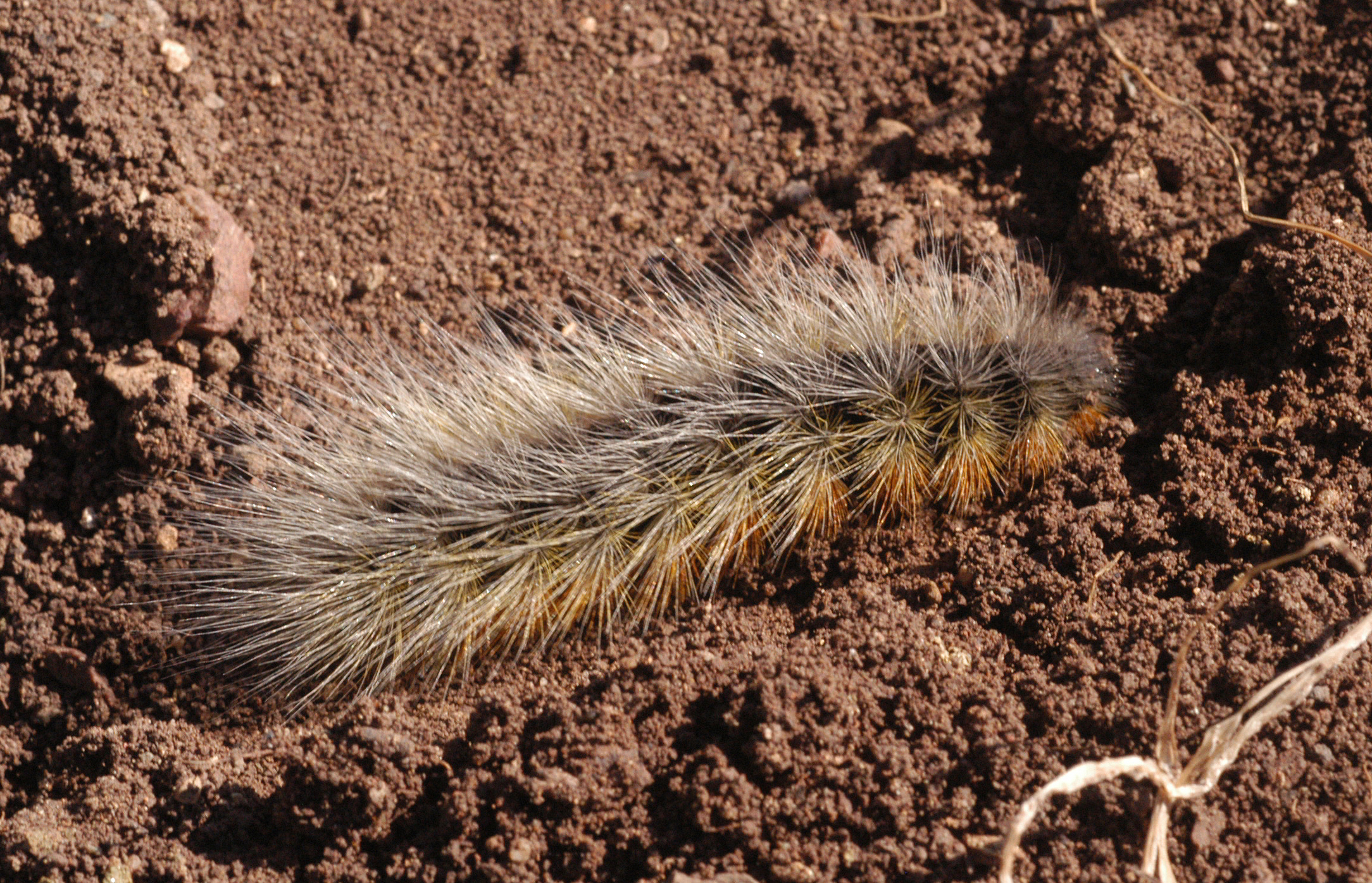
Гусениця.